# Erebus felderi
Erebus felderi är en fjärilsart som beskrevs av Louis Beethoven Prout 1922. Erebus felderi ingår i släktet Erebus och familjen nattflyn. Inga underarter finns listade i Catalogue of Life.